# Oktober in Rimini
Oktober in Rimini ist ein italienisches Melodram von Valerio Zurlini aus dem Jahr 1972.

## Handlung
Zu Beginn des Schuljahrs übernimmt Daniele für ein Vierteljahr die Vertretung im Fach Literatur an einem Gymnasium in Rimini. Wegen seines nachlässigen Auftretens wird er vom Schuldirektor wenig geachtet. Daniele ist leidenschaftlicher Spieler und verheiratet, seine Frau neigt zu Depressionen, hat einen Suizidversuch hinter sich, doch hat das Paar nach wie vor eine Beziehung.
Unter seinen Schülern ist die 20-jährige Vanina. Sie ist distanziert und wirkt traurig, ihr schenkt er die Novelle „Vanina Vanini“ von Stendhal. Die beiden kommen sich allmählich näher. Doch sie hat einen Freund aus reichem Hause, Gerardo, den Daniele bei einem Kartenspiel kennenlernt. Gerardo fährt einen roten Lamborghini Miura und ist Teil einer Gruppe von wohlhabenden jungen Männern, die die Abende mit Partys, Spielen und leichten Mädchen verbringen. Daniele schließt sich der Gruppe an.
Bei einem Besuch mit Spider, einem der Freunde, in einem verlassenen Haus stellt sich heraus, dass Daniele mit der stets präsenten Erinnerung an seine Jugendliebe lebt, deren Selbstmord er nie verwunden hat, und der er seinen Lyrikband „La prima notte di quiete“ gewidmet hat. Dessen Handlung beschreibt die erste Nacht, in der ein Mensch – ohne das Risiko einen Traum zu haben – schlafen kann.
Bei einer Party in Gerardos Haus, zu der auch Daniele eingeladen ist, führt Gerardo einen privaten Film von einer Reise mit Vanina nach Venedig vor, obwohl sie dagegen protestiert. Als auf der Leinwand eine Szene erscheint, in der Vanina nackt auf einem Bett liegt, schaltet sie das Vorführgerät empört ab und erklärt ihrem Freund Gerardo, dass sie die Beziehung als beendet ansieht.
Nach mehreren Tagen lässt sie Daniele die Nachricht überbringen, dass sie ihn sehen wolle. Beide fahren zu einem verlassenen, aber noch möblierten Haus und schlafen dort miteinander. Am nächsten Vormittag fährt ihr Ex-Freund Gerardo dort mit seinen Freunden vor, um sie zurückzuholen. Er fragt sie aggressiv, was sie sich von einer Beziehung mit einem armen Aushilfsdozenten verspreche. Doch sie weist ihn ab, woraufhin er sich auf Daniele stürzt. Dieser aber schlägt Gerardo nieder.
Daniele erklärt seiner Frau, dass er sie verlasse. Er packt ein paar Bücher und seine Zahnbürste ein. Daraufhin droht sie, sich diesmal wirklich umzubringen. Da Vanina die Rache ihres Ex-Freundes Gerardo fürchtet, verlässt sie die Stadt. Daniele bringt sie zum Bahnhof. Vergeblich versucht er die nächsten Tage, seine Frau telefonisch zu erreichen. Als er eine Bar verlässt, wird er von einem großen kräftigen Mann zusammengeschlagen, der in dem roten Lamborghini vorgefahren ist. Er wacht in der Wohnung Marcellos auf, in die ihn sein Freund Spider gebracht und notdürftig versorgt hat. Um einen gesellschaftlichen Skandal zu vermeiden, hat er ihn nicht ins Krankenhaus gebracht. Der Freund gibt ihm Geld, von dem Daniele einen Teil für seine Ehefrau abzweigt. Spider überlässt ihm seinen vollgetankten Wagen, daraufhin macht er sich auf den Weg zu Vanina. Unterwegs versucht er wieder vergeblich, seine Frau am Telefon zu erreichen. Als auch Spider sie nicht erreicht, macht er kehrt und kollidiert mit einem Lkw. Der Wagen überschlägt sich und geht in Flammen auf.
Die Schlussszene zeigt eine Totenmesse in einer Schlosskapelle. Unter den Trauernden sind vor allem ältere Leute, alle sind elegant gekleidet. Ein Sprecher sagt aus dem Off, dass der Verstorbene zu einer der reichsten und angesehensten Familien seiner Heimatregion gehört habe.

## Produktion
Alain Delon war über die Produktionsfirma Société Adel, die er 1970 gegründet hatte, Co-Produzent des Films. Zurlinis Film markiert Delons Rückkehr nach Italien, wo er in den 1960er Jahren mit Antonioni und Visconti Filme gedreht hatte, die zu den Ikonen des italienischen Kinos zählen. Die Zusammenarbeit von Delon und Zurlini waren allerdings durch Spannungen und gravierende Meinungsverschiedenheiten bestimmt, die im Lauf des Drehs zunahmen und schließlich vor Gericht ausgetragen wurden. Der Regisseur warf seinem Star vor, er habe dem Film einen banalen französischen Titel gegeben, ihn gekürzt und den Schnitt verändert.

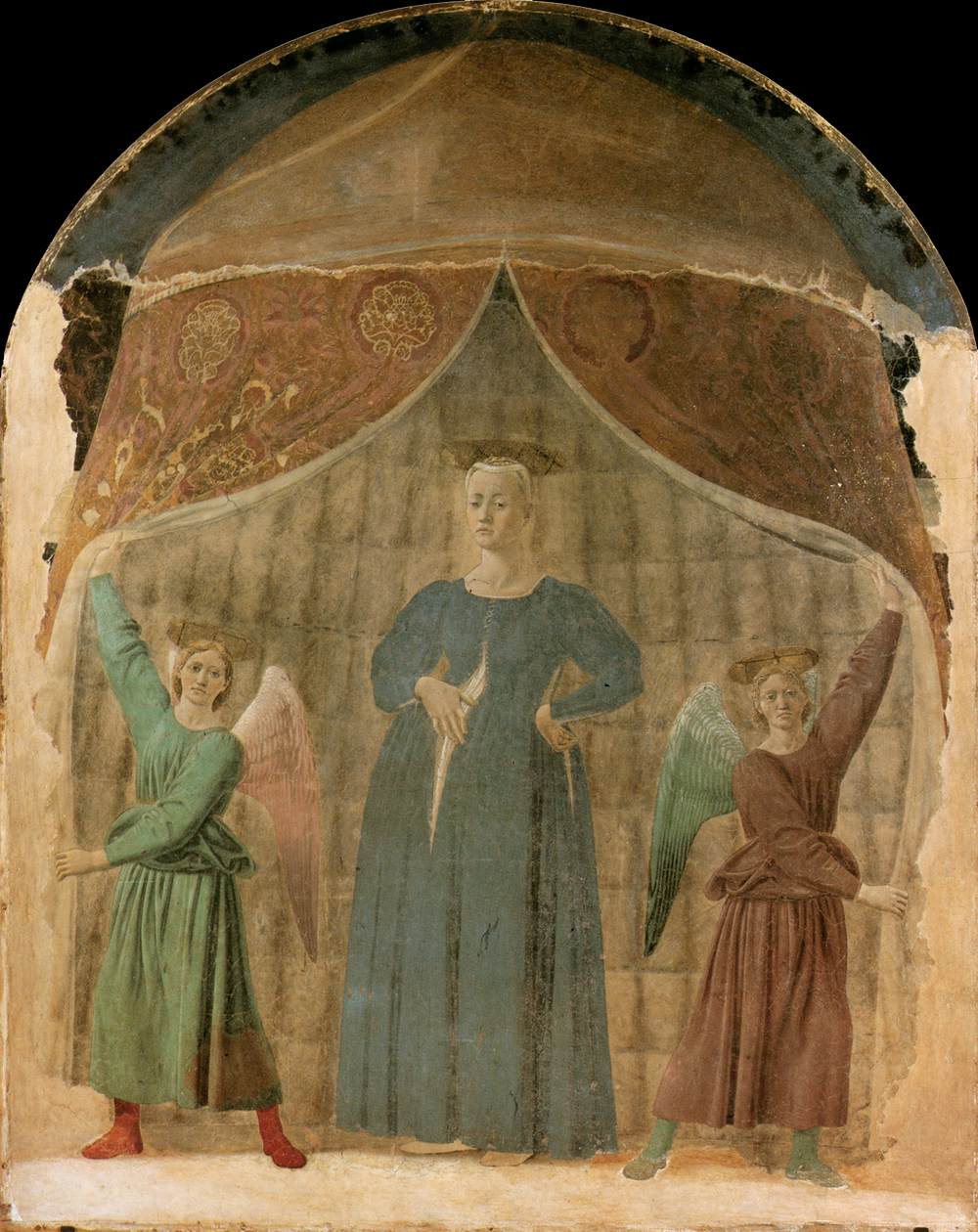
Madonna del Parto in Monterchi

Drehorte des Films waren u. a. Venedig und Rimini, eine Szene wurde in Monterchi vor dem Bild der Madonna del Parto von Piero della Francesca gedreht.
Die Musik komponierte Mario Nascimbene, seit 1967 Roberto Rosselinis bevorzugter Filmkomponist. Das Solosaxophon spielt Gianni Basso, die Posaune (superbone) spielt der Jazztrompeter Maynard Ferguson.
Das Lied „Domani e un altro giornio“ singt Ornella Vanoni.
Der italienische Originaltitel La prima notte di quiete (= die erste ruhige Nacht) ist zugleich der Titel eines Buchs mit Gedichten Daniele Dominicis, das sein Kollege Spider zufällig entdeckt.
In einem Interview mit dem französischen Filmkritiker Jean Antoine Gili (* 1938) sagte Zurlini, der Vers symbolisiere den Tod und stamme aus einem Gedicht von Goethe, eine Aussage, die bisher allerdings nicht verifiziert werden konnte. Der Vers könnte aber möglicherweise durch Goethes Gedicht Wandrers Nachtlied inspiriert sein.
Alain Delon wird von Christian Brückner und in den Szenen der ergänzten Fassung von 2019 von Sven Gerhardt synchronisiert.

## Veröffentlichung
Premiere des Films in der vollständigen Fassung von 132 Minuten war am 27. Oktober 1972 in Venedig.
Premiere in Westdeutschland war am 24. August 1972 in einer um 37 Minuten gekürzten Fassung.
Im Juli 1973 wurde der Film auf dem Moskauer Filmfestival vorgestellt. In Frankreich kam der Film unter dem Titel Le professeur am 18. Oktober 1972 in einer gekürzten Fassung von 105 Minuten in die Kinos.
Im Rahmen der Reihe Cannes Classics wurde der Film 2019 in Cannes in einer durch „L'image retrouvée“ in einer auf der Grundlage des ursprünglichen 35-mm-Filmmaterials restaurierten und digitalisierten 4K-Fassung gezeigt.
Eine DVD in deutscher Sprache, Länge 112 Minuten, gibt es bisher nur über das On-demand-Label Uncut4You.

## Kritik
Das Lexikon des internationalen Films lobt: „Formal ambitionierte und in der Zeichnung des tristen Provinzmilieus überzeugende Beschreibung der Beziehungen zwischen zwei Außenseitern. Ein melodramatischer Starfilm.“
Dianella Bardelli vom italienischen Literaturmagazin Cronache Letterarie lobt die spektakuläre schauspielerische Leistung von Alain Delon, seine Kunst, ohne Schnörkel, mit sparsamen schauspielerischen Mitteln und „einem Gesicht voller Zärtlichkeit und Verzweiflung“, Szenen zu spielen, in denen in rascher Folge die Emotionen wechseln.
François Ranger von Le Monde sagt zu der restaurierten Fassung von 2019, er könne die Kürzungen des Films durch Delon – beispielsweise das Streichen der Szene vor dem Bild Pieros – nicht nachvollziehen und schreibt: „Der Film ist in der Tat gekennzeichnet durch Ekel, Verzweiflung und Tod. Er ist sowohl ein melancholisches Poem als auch ein trivialer Bericht. Er ist ebenfalls eine heftige Auseinandersetzung zwischen einem Nihilisten und einer unerbittlichen spirituellen Herausforderung“.